# Рисович, Йована
Йована Рисович (серб. Jovana Risović / Јована Рисовић; род. 7 октября 1993, Белград) — сербская гандболистка, вратарь клуба «Раднички» и сборной Сербии. Чемпионка Средиземноморских игр 2013 года, серебряный призёр чемпионата мира 2013 года.